# 锡金王国国旗
该国旗为1975年以前亚洲的君主制国家锡金王国国旗，锡金王国国旗旗地为白色，四周有红色宽边，旗面中央是一个法轮。锡金被称为“山顶王国”，国旗四周的红边象征这个国家周围由巍峨雄壮、起伏连绵的喜马拉雅山脉环绕；法轮是佛教的圣物，既表示锡金是一个笃信佛教的国家，又象征世间万物轮转相传，繁荣进步。

## 概览
直到1967年，前一版本的旗帜展现了一种非常复杂的设计，精美的花边和宗教的图案围绕着法轮。
1967年，一个设计更简单的版本被采纳，因为复杂版本的旗帜在制作时特别困难。四周的宽边变为亮红色，中间的图案被去掉，法轮也被重新设计过。
随着锡金于1975年被印度吞并和王室被罢黜，该旗帜丧失官方地位。但由于中华人民共和国在2003年之前一直承认锡金王国的主权地位，该旗帜曾在中国大陆的地图册和教科书中出现。

## 历史版本

1877年至1975年锡金王国王室的旗帜
1877年至1914年以及1962年至1967年锡金王国国旗
1914年至1962年锡金王国国旗

## 錫金邦 (1975年至今)
锡金邦政府可以用白色背景上描绘国家象征的横幅来代表。

锡金政府旗帜